# Larentia albalineata
Larentia albalineata là một loài bướm đêm trong họ Geometridae.